# Rosso veneziano (miniserie televisiva)
Rosso veneziano è uno sceneggiato televisivo trasmesso in cinque puntate nel 1976 dalla Rete Uno, diretto da Marco Leto, trasposizione del romanzo omonimo di Pier Maria Pasinetti.

## Trama
Tra il 1938 e il 1940, si svolgono le vicende di due famiglie veneziane, i Partibon e i Fassola, amiche di vecchia data ma divise da inconciliabili diversità. Paolo Partibon, stimato pittore sposato con Vittoria, ha tre figli: Giuliano, semplice e gioviale, Giorgio, intellettuale e intransigente, ed Elena, nota per la sua bellezza e il carattere imprevedibile. L'avvocato Augusto Fassola, fratello di un politico in ascesa, ha tre figli a sua volta: Massimo, giovane esuberante e valoroso aviatore, Enrico, introverso e tormentato, candidato alla carriera diplomatica, e la piccola Dora. Enrico Fassola è da sempre innamorato di Elena Partibon, la quale da sempre lo respinge perché legata fra molti ostacoli a un altro giovane, Ruggero Tava, da un sentimento profondo.
Alla morte, nel 1938, della matriarca Partibon, Elisabetta, madre di Paolo; sono presenti tutti i familiari di città e di campagna, ad eccezione di uno, il figlio Marco, assente dall'Italia da trent'anni a causa di dissapori con la madre e del quale pare si siano perse le tracce. I fratelli, Giorgio ed Elena, si mettono alla sua ricerca, e a questo scopo Giorgio si unisce a Enrico in un viaggio a Berlino, dove lo zio avrebbe trascorso un lungo periodo. Lì conosce Manuela, figlia di Marco e di una ebrea austriaca, della quale ignorava l'esistenza, e da lei apprende che lo zio si sta adoperando per mettere in salvo negli Stati Uniti d'America moglie e figlia per sfuggire alle persecuzioni razziali. Nel frattempo, a Venezia, la famiglia Partibon si trova davanti alla propria rovina finanziaria e, dopo aver venduto la casa, si prepara malgrado tutto serenamente a trasferirsi in campagna, presso i parenti di Corniano. Elena riallaccia la sua relazione con Ruggero Tava, interrotta bruscamente qualche anno prima, e ne diventa l'amante benché egli si sia sposato da poco. Massimo Fassola si lega a sua volta a Maria Partibon, cugina di campagna di Elena e Giorgio, ma poco prima dell'inizio della guerra muore in un volo di collaudo, lasciando incinta la ragazza.
Marco Partibon ricompare inaspettatamente a Venezia dopo che tutte le ricerche dei due nipoti si erano rivelate vane. In un primo momento mantiene il segreto evitando di informare i familiari e prende contatto casualmente con il solo Ruggero Tava, in procinto di partire per il fronte. Pochi giorni dopo, arriva la notizia della morte di quest'ultimo in un'azione di guerra, e a portarla a Elena è Enzo Bolchi, giovane arrogante fascista da sempre nemico giurato dei Partibon. La ragazza, che si è appena scoperta incinta, ne è sconvolta; il fratello Giorgio affronta Bolchi e sfoga in un pestaggio la sua rabbia e il suo orrore. Alla rissa assiste in incognito Marco Partibon, che poco dopo avvicina il nipote e si fa riconoscere, rientrando così in famiglia. Il suo ritorno, malgrado i lutti e la prospettiva del periodo durissimo che si sta aprendo con l'entrata in guerra dell'Italia, porta nuove speranze e la riconciliazione in famiglia, permettendole inoltre di rientrare in possesso della casa di Venezia, nella quale molti legami affettivi ritrovano la loro collocazione e la loro forza.

## Produzione
Lo sceneggiato venne girato nel 1975 dalla Rai con grande dispiego di mezzi: una cinquantina di attori accreditati, dei quali una trentina in ruoli di primo piano, con mezzi cinematografici e televisivi; fu uno dei primi sceneggiati (oggi miniserie) ad essere realizzato a colori con le telecamere televisive per le riprese in interni, in un'ottica di distribuzione internazionale dell'opera.
È stato pubblicato per la prima volta in DVD nel novembre del 2019 in un'edizione con copertina cartonata destinata soltanto alle edicole.

## Colonna sonora
La colonna sonora è composta da brani di Antonio Vivaldi e Luigi Dallapiccola.